# Reggina Calcio
Reggina Calcio este un club de fotbal din Reggio Calabria, Italia, care evoluează în Serie B.

## Jucători faimoși
| - Damian Álvarez - Nicola Amoruso - Roberto Baronio - Edgar Barreto - Rolando Bianchi - Erjon Bogdani - Marco Borriello - Marco Caneira - Benito Carbone |  | - Bernardo Corradi - Aimo Stefano Diana - David Di Michele - Davide Dionigi - Pasquale Foggia - Martin Jiránek - Mohamed Kallon - Giandomenico Mesto - Mozart |  | - Shunsuke Nakamura - Carlos Humberto Paredes - Ivan Pelizzoli - Simone Perrotta - Andrea Pirlo - Massimo Taibi - Jorge Vargas - Cristiano Zanetti |